# Tyras

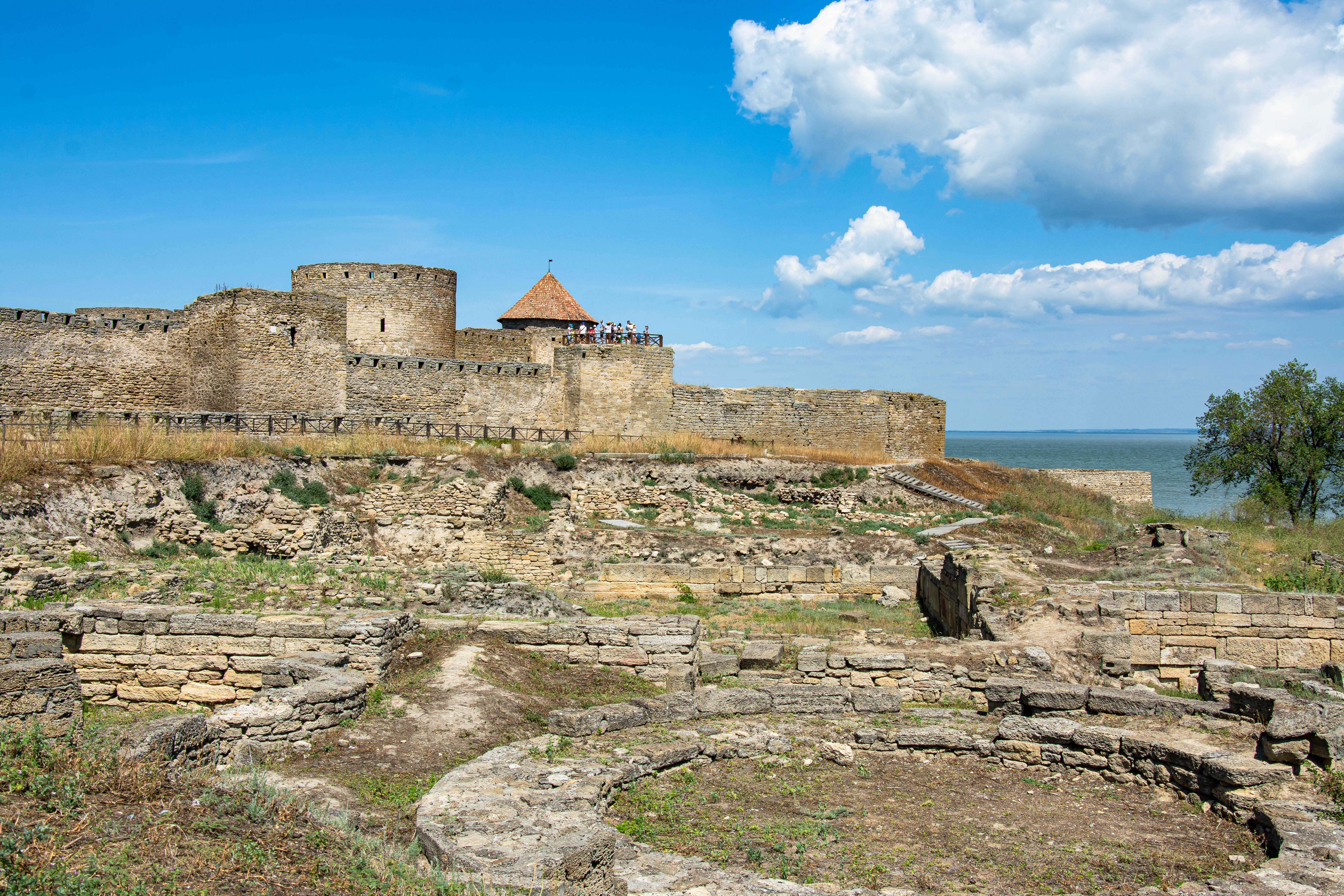
Część nadbrzeżnych ruin antycznych w pobliżu murów twierdzy

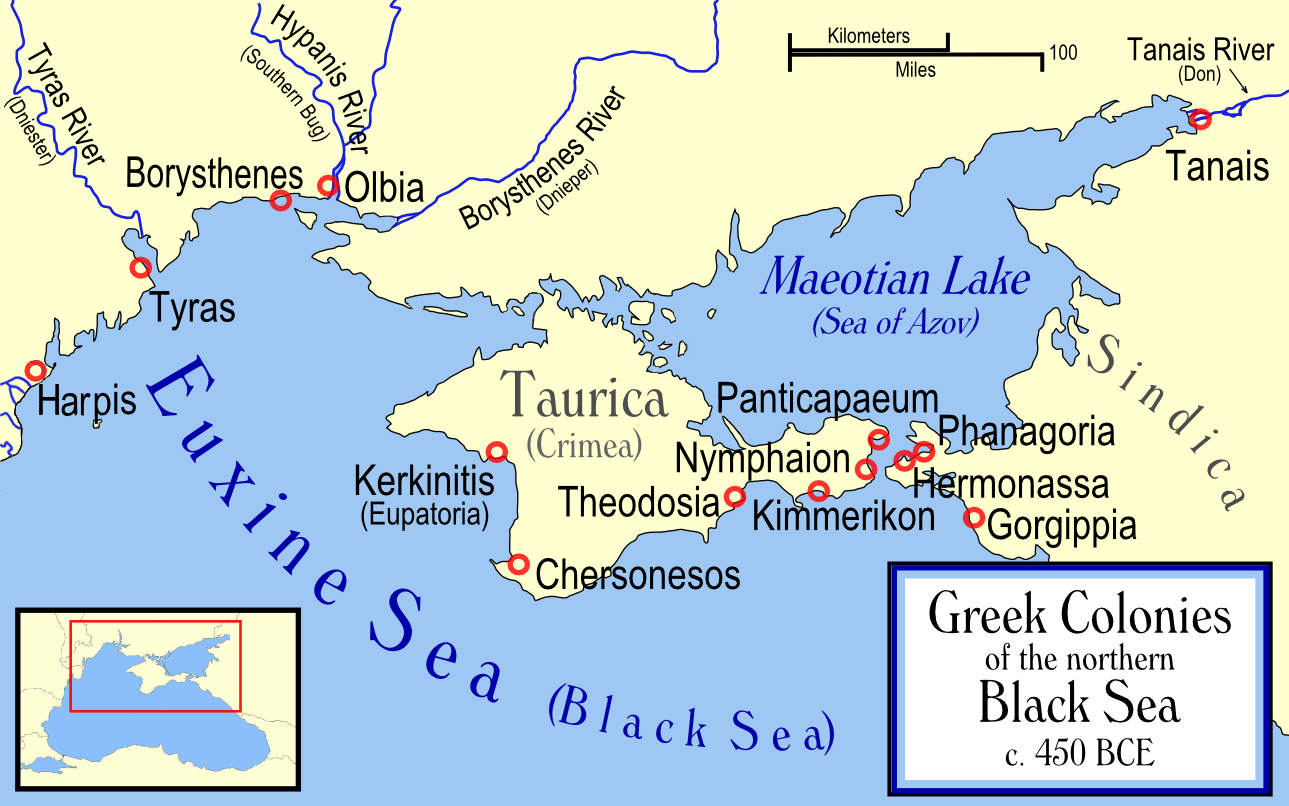
Usytuowanie miasta na północnym wybrzeżu Morza Czarnego (V w. p.n.e.)

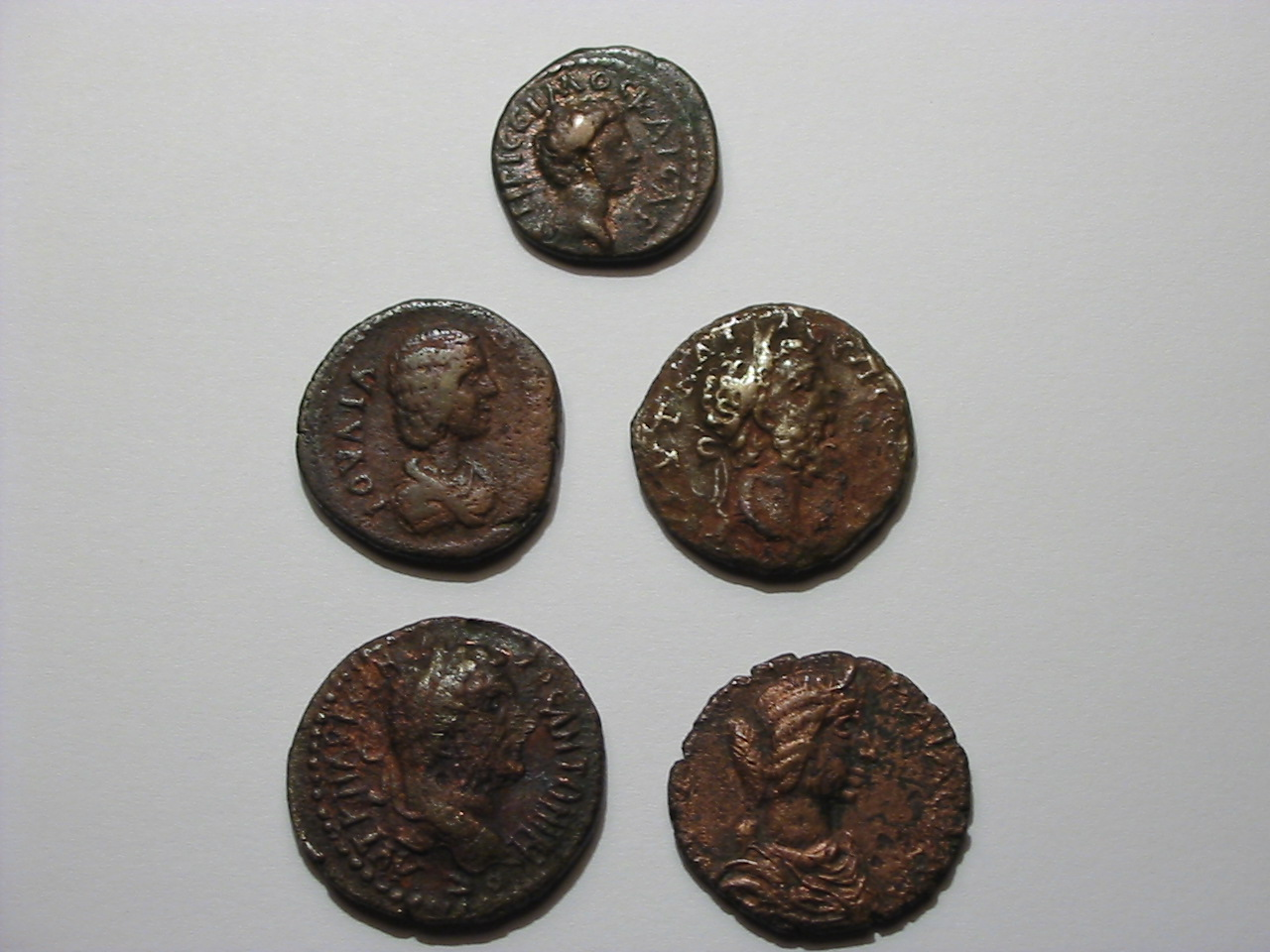
Monety Tyry z okresu rzymskiego

Tyras, Tyra (stgr. Τύρας, ros. Ти́ра) − starożytne miasto na prawym brzegu limanu Dniestru w miejscu dzisiejszego Białogrodu na Ukrainie.

## Historia
Kolonia Miletu założona prawdopodobnie w VII-VI w. p.n.e., w odległości ok. 10 km od ujścia Dniestru (gr. Tyras), na obszarze zasiedlonym przez tubylcze plemię Tyragetów (Tyragetae). Miasto o pierwotnej nazwie Ophiussa, przez długi czas (aż do poł. IV w. p.n.e.) pozostawało pod wpływami silniejszej Histrii, zaś cechy typowego greckiego polis zyskało dopiero w V w. p.n.e. (według A.N. Zografa, W.D. Bławatskiego); jego późniejsza nazwa była zapewne pochodzenia trackiego. W różnych okresach władza sprawowana była przez miejscowych królów lub radę miejską. Choć dzieje Tyry znane są jedynie fragmentarycznie, wiadomo, że system administracyjny, rachuba czasu (kalendarz) oraz wierzenia (kulty) były identyczne z milezyjskimi.
Ok. 50 p.n.e. miasto zostało zniszczone przez najazd Daków. Odbudowane przez Rzymian w czasach panowania Nerona, weszło za Domicjana w skład prowincji Dolna Mezja i w rzymskim imperium nosiło nazwę Alba Julia. W II wieku chronione było silnymi umocnieniami i obsadzone załogą pochodzącą z Legio I Italica, Legio V Macedonica i Legio XI Claudia. Zajmując dogodne położenie, odgrywało istotną rolę w wymianie handlowej na północnych obszarach nadczarnomorskich, będąc prawdopodobnie ośrodkiem handlu zbożem, rybami i winem. Mimo dostatecznie poświadczonych więzi handlowych z Atenami w V-IV w. p.n.e., utrzymywano znacznie żywszą wymianę handlową z miejscowymi plemionami tubylczymi oraz innymi miastami pontyjskimi.  
Ostatecznie zniszczone zostało przez wtargnięcie Gotów ok. 240 n.e., choć świadectwa archeologiczne wskazują, że zasiedlenie tego miejsca przez Rzymian trwało aż do końca IV wieku.

### Mennictwo
Potwierdzeniem długotrwałej handlowej roli Tyry na tym obszarze są emisje własnych monet – miedzianych oraz srebrnych (drachmy) – wypuszczanych od połowy IV w. p.n.e. do końca tego stulecia. W okresie upadku świetności (początek II w. p.n.e. – poł. I w. n.e.) miasto stojące po stronie Mitrydatesa w jego konflikcie z Rzymem, wypuszczało naśladownictwa jego monety miedzianej (dichalkon): ok. połowy I wieku p.n.e. w ogóle zaprzestano bicia monet i wznowiono je dopiero w połowie I stulecia n.e. w postaci rozmiennej monety miedzianej (włącznie z przebijaniem monet rzymskich i trackich).
Pod koniec I wieku miasto, które utraciło samodzielność i zostało podporządkowane Rzymowi, zaczęło wypuszczać miedziane monety rozmienne, lecz już z imionami i wizerunkami cesarzy: od czasów Domicjana aż do panowania Aleksandra Sewera. Ich rewersy, oprócz powtarzających się wyobrażeń określonych bóstw greckich (Herakles, Dionizos, Atena, Demeter, Hermes, Nike), noszą najczęściej podobiznę miejskiej Tyche stojącej lub tronującej. Po roku 230 n.e. z nieznanych przyczyn ustają emisje monet – możliwe, iż wskutek ogólnego kryzysu w cesarstwie lub też działań wojennych spowodowanych napadami Gotów i Hunów.

## Prace badawcze i odkrycia
Wykopaliska rozpoczęto na początku XX wieku, kiedy Ernst von Stern w latach 1900-12 ostatecznie ustalił lokalizację miasta antycznego (publikując też pierwsze zabytki epigraficzne). Później nie prowadzono ich jednak systematycznie, choć okresowo podejmowali je badacze rumuńscy i radzieccy. Dopiero po II wojnie światowej do planowych badań wykopaliskowych przystąpił Instytut Archeologii Akademii Nauk USRR (w latach 1945-50 kierował nimi L.D. Dymitrow, a w latach 1953 i 1958-60 – A.I. Furmanska).
Pozostałości murów i świadectwa materialne są dość skąpe z uwagi na znaczne zniszczenia dokonane w przeszłości, a także ze względu na niedostępność warstw z okresu greckiego i rzymskiego ukrytych pod późniejszą zabudową. Handlowa część miasta wraz z portem zniszczona została przez wody, na miejscu starożytnego akropolu wznosi się twierdza. Nekropoli miasta dotychczas nie odkryto.
Odsłonięto część murów miejskich, fundamenty okrągłej wieży (prawdopodobnie z II w. n.e.) oraz fragment ulicy z tego samego okresu z rzędem domów po jednej stronie. Wśród materiału wykopaliskowego odkryto liczną ceramikę importowaną: wyroby warsztatów jońskich – od VI w. p.n.e., i dominującą od III w. p.n.e. reliefową ceramikę małoazjatycką. Stwierdzono emisje własnych monet od 360 r. p.n.e. Obecnie dostępne do zwiedzania jest odkryte stanowisko archeologiczne.
Na przeciwległym brzegu Dniestru znajdują się pozostałości antycznego Nikonion.